# فارناک دوم، پادشاه پنتوس
فارناک دوم (به پارسی باستان: 𐎳𐎠𐎼𐎴𐎣؛ نویسه‌گردانی: *Farnaka-؛ زبان یونانی باستان: Φαρνάκης؛ نویسه‌گردانی: Pharnákēs) (حدود ۹۷–۴۷ ق. م) شاهزاده و بعدها پادشاه پنتوس و سرزمین پادشاهی بسفور تا زمان مرگش بود. او یک پادشاه با تبار پارسی و یونانی مقدونی بود. فارناک جوانترین پسر و فرزند متولد شده از مهرداد ششم از همسر اول خود، خواهرش ملکه لائودیسه بود. او در پادشاهی پنتوس متولد و بزرگ شده و همنام جد بزرگ پدری خود فارناک یکم بود.
فارناک به عنوان جانشین پدر خود با تمایز تربیت شد. با این وجود، از جوانی وی از نویسندگان آن زمان نوشته زیادی در دست نیست و اولین بار پس از شکست مهرداد ششم از ژنرال رومی پومپه در جنگ مهردادی سوم است که نام او را می‌بینیم.